# Cimbrià
El cimbrià o cimbri (en alemany: Zimbrisch o Tzimbrisch; en italià: Cimbro) es refereix a qualsevol de les variants locals d'alt alemany parlades al nord-est d'Itàlia.
El cimbrià és una parla germànica pertanyent al grup bavarés meridional, a la qual també pertany el mòcheno. Les seves diferències molt essencials en gramàtica com en vocabulari el fan pràcticament inintelegible per a parlants d'alemany estàndard. El bavarès també es parla a la província del Tirol del Sud. La pressió de les variants circumdants de l'italià en el cimbrià ha estat molt forta.

## Història

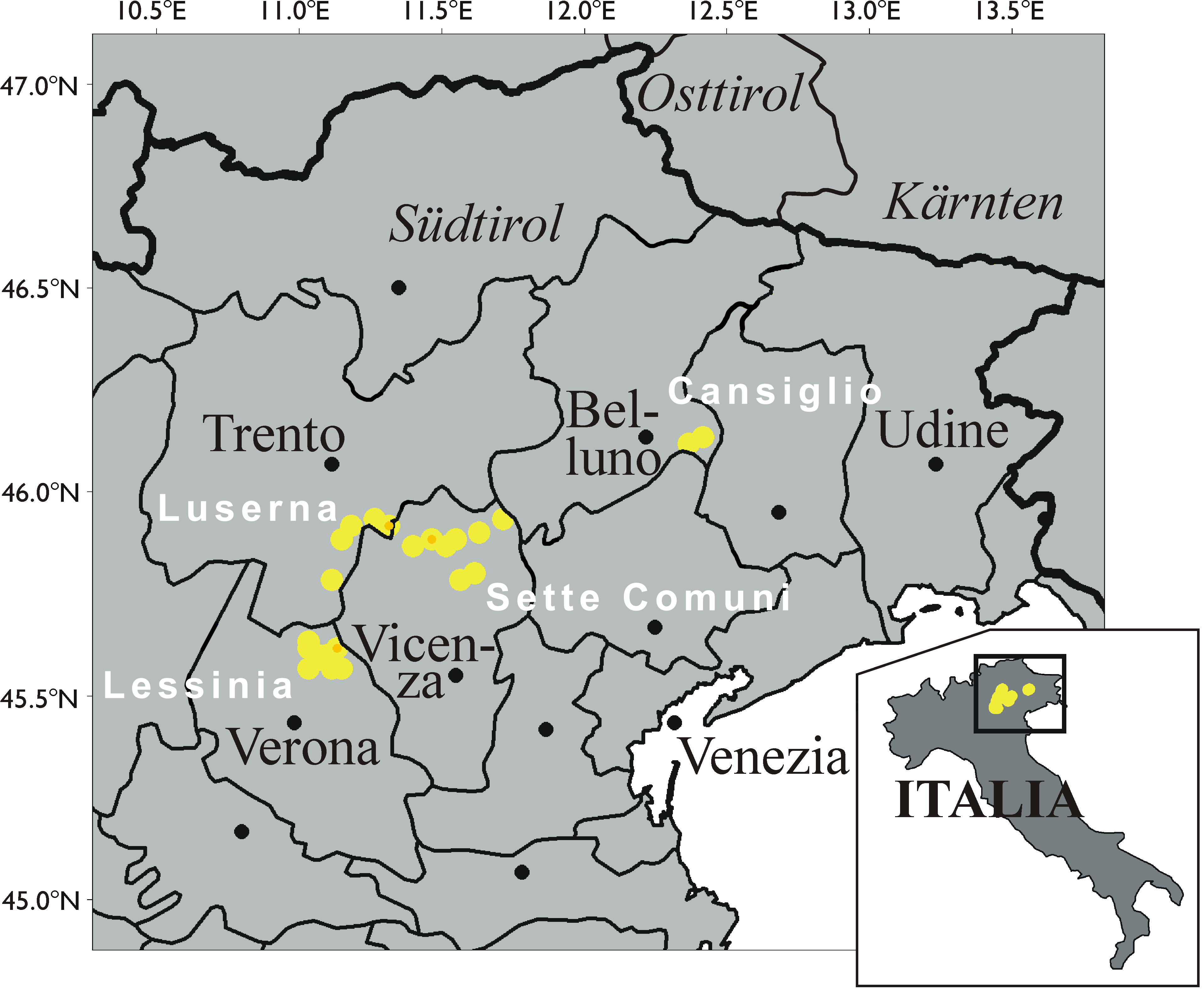
Distribució històrica (groc) i actual (ataronjat) del cimbrià i del mòcheno.

El registre més antic de migració de bavaresos a Verona data aproximadament de l'any 1050. La instal·lació va continuar durant els segles xi i xii.
Una teoria sobre l'origen llombard del cimbri va ser proposada el 1948 per Bruno Schweizer i novament en 1974 per Alfonso Bellotto. El debat va ser una altra vegada revifat el 2004 pel lingüista cimbri Ermenegildo Bidese. La major part dels lingüistes continuen a sostenir la hipòtesi de la migració medieval.
La presència de comunitats germanòfones a Itàlia va ser descoberta al segle xiv per humanistes italians, els quals la van associar amb els cimbres, poble que va arribar a la regió al segle II DC. Aquest és el possible origen de l'endònim actual (Zimbar). Una hipòtesi alternativa proposa que el nom deriva d'un terme per a "fuster", cognat amb l'anglès timber (fusta), literalment timberer (fuster).

## Dialectes
Els tres més grans dialectes del cimbrià són parlats en:
- Els Set Municipis (Siben Komoin), actualment solament al vilatge de Roana (Robàan).
- Luserna (Lusern), a Trento.
- Els Trenta Municipis (Dreizehn Komoin), actualment solament al vilatge de Giazza.
- Alguns vilatges en els Alps carnis com Sappada i Sauris.

El cimbrià està en perill d'extinció per culpa de l'italià estàndard, el qual és usat sovint en públic, i el veí l'idioma vènet. Hi ha una estimació de 2,200 persones que parlen cimbrià.
A Trent, segons el cens del 2001, el primer en el qual es van registrar llengües autòctones, el cimbrià era parlat per una major part dels habitants en la municipalitat de Luserna (267 persones, 89.9 %). En altres municipalitats de Trent 615 persones es van declarar membres del grup lingüístic cimbrià, un total de 892 a Trent.

## Estatut
El cimbrià és reconegut oficialment a la província de Trent per llei provincial i nacional. A la primeria dels anys 1990, diverses lleis i regulacions han passat pel Parlament italià i l'assemblea provincial que han posat l'idioma i la cultura cimbriana sota protecció. Un institut cultural va ser fundat per decret, el propòsit del qual és de salvaguardar i educar en aquesta llengua. Es va adaptar el currículum escolar perquè s'ensenyi en cimbrià, i es van canviar els rètols públics perquè siguin bilingües.

## Exemple
| Cimbrià | Alemany | Català                                                                                        |
| --- | --- | --------------------------------------------------------------------------------------------- |
| Christus ist au gestanden Von der marter alle, Daz sunna bier alle froalich sayn Christus bil unsare troast sayn. | Christ ist auferstanden Von der Marter alle, Des solln wir alle fröhlich sein, Christ will unser Trost sein. | Crist ha ressuscitat de totes les tortures, per tant, alegrem-nos Crist serà el nostre consol |